# Мунэмура, Мунэдзи
Мунэдзи Мунэмура (яп. 宗村 宗二 Мунэмура Мунэдзи, род. 1 октября 1943 года в посёлке Куросаки префектуры Ниигата, в настоящее время город Ниигата) — японский борец греко-римского стиля, чемпион Олимпийских игр  .

## Биография
Побеждал в своём весе на Всеяпонских чемпионатах. В 1965 и 1966 годах на чемпионатах мира оставался за чертой призёров: на четвёртом месте.
На Летних Олимпийских играх 1968 года в Мехико боролся в категории до 70 килограммов (лёгкий вес). Выбывание из турнира проходило по мере накопления штрафных баллов. За чистую победу штрафные баллы не начислялись, за победу за явным преимуществом начислялось 0,5 штрафных балла, за победу по очкам 1 штрафной балл, за ничью 2 или 2,5 штрафных балла, за поражение по очкам 3 балла, поражение за явным преимуществом 3,5 балла, чистое поражение — 4 балла. Если борец набирал 6 или более штрафных баллов, он выбывал из турнира (исключая финальные схватки)
Титул оспаривали 26 спортсменов. К финальной встрече, в которой Мунэмура уже не боролся, он уже почти обеспечил себе золотую медаль. У Мунэмуры было 7,5 штрафных баллов, столько же у югослава Хорвата. Грек Петрос «Афинский грейдер» Галактопулос имел 5 штрафных баллов. В финальной схватке боролись Хорват и Галактопулос, и лишь чистая победа Хорвата поставила бы вопрос о судьбе золотой медали. Но результатом встречи стала ничья и японский борец стал чемпионом Олимпийских игр.
| Круг  | Соперник              | Страна    | Результат | Основание                                     | Время схватки |
| ----- | --------------------- | --------- | --------- | --------------------------------------------- | ------------- |
| 1     | Пьеро Белотти         | Италия    | Победа    | Дисквалификация соперника (0 штрафных баллов) |               |
| 2     | Карлос Альберто Варио | Аргентина | Победа    | За явным преимуществом (0,5 штрафных балла)   |               |
| 3     | Гю Маршан             | Франция   | Победа    | Туше (0 штрафных баллов)                      | 10:27         |
| 4     | Антал Стир            | Венгрия   | Победа    | По очкам (1 штрафной балл)                    |               |
| 5     | Эеро Тапиа            | Финляндия | Ничья     | (2 штрафных балла)                            | -             |
| 6     | Петрос Галактопулос   | Греция    | Победа    | По очкам (1 штрафной балл)                    |               |
| 7     | Стеван Хорват         | Югославия | Ничья     | (2 штрафных балла)                            |               |
| Финал | -                     | -         | -         | -                                             | -             |

Окончил университет Мэйдзи